# Seznam hradů a zámků v Brně
Tato stránky poskytuje souhrnné informace o dochovaných hradech a zámcích v katastru města Brna.

## Hrady

### Špilberk

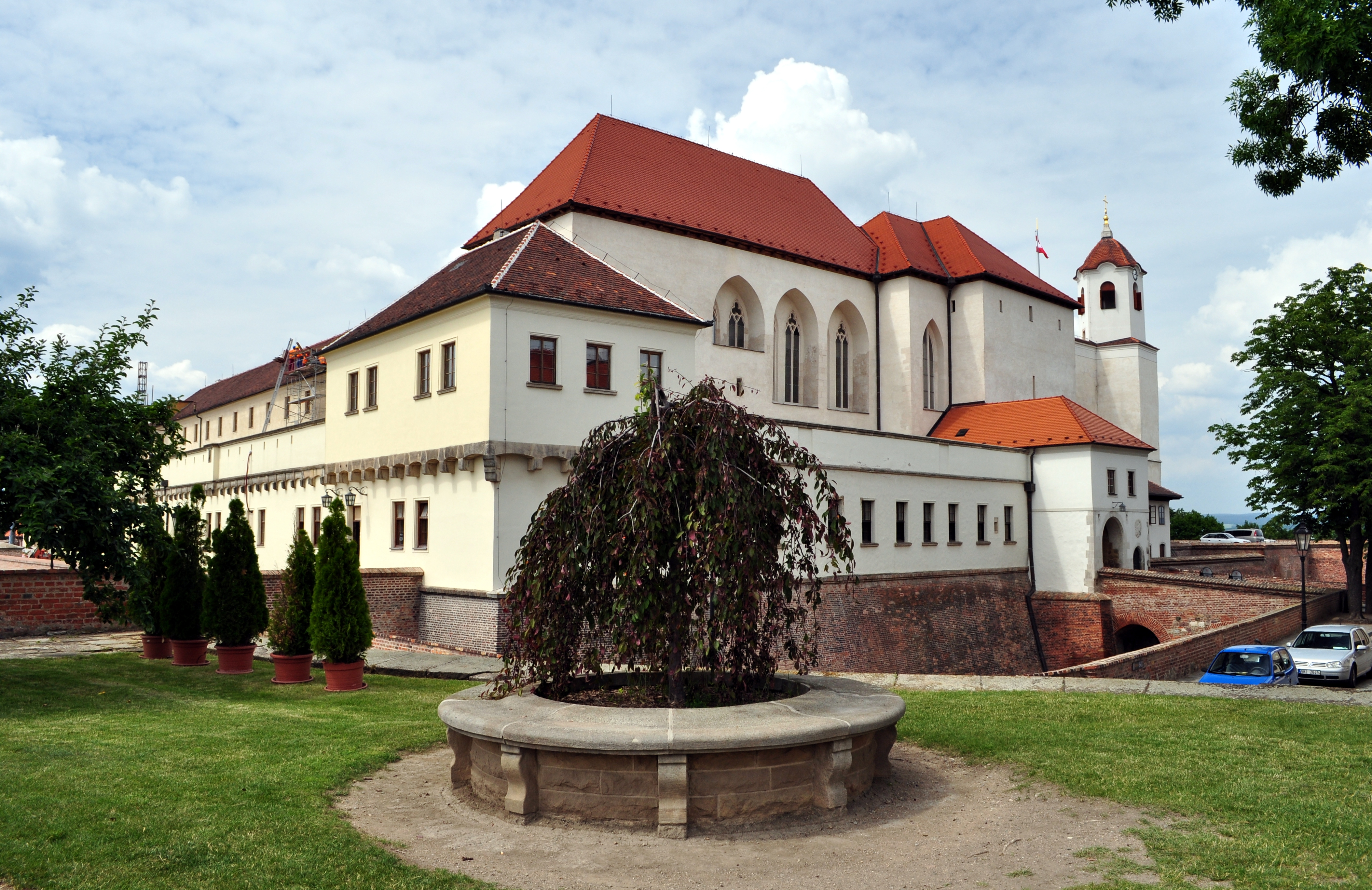
Hrad a pevnost Špilberk

Hrad a pevnost Špilberk je národní kulturní památkou České republiky v bezprostřední blízkosti historického jádra Brna v městské části Brno-střed.
Špilberk je více než po sedm staletí jednou z nejvýraznějších dominant města Brna, založen byl ve 13. století a první písemné zmínky o něm pocházejí z let 1277 až 1279. Původně bylů koncipován jako přední královský hrad na Moravě a sídlo Moravských markrabat, tehdejších vládců Markrabství moravského. Jako sídelní hrad vládce se nejvíce proslavil za vlády Jana Jindřicha (1350-1375) a jeho syna Jošta (1375-1411). Hrad byl i sídlem římsko-německého krále, když se jím stal Jošt Moravský, o tři měsíce na to král na Špilberku zemřel.
Od 15. století však hrad postupně ztrácel svůj původní význam a celkově chátral. Na významu opět získává až v období třicetileté války a to jako vojenská pevnost chránící město, od této doby až do poloviny 18. století byl hrad postupně přebudováván na masivní pevnost, nejmohutnější a také nejvýznamnější barokní pevnost na Moravě, součást Špilberské citadely. Špilberk byl v historii několikrát obléhán, ale nikdy nebyl dobyt. Součástí pevnosti bylo i vězení, začátkem 19. století se Špilberk stává spíše tvrdým žalářem než vojenskou pevností, v této době proslul jako tzv. „žalář národů“. 
Roku 1960 se Špilberk stal trvalým sídlem muzea města Brna a dnes je, společně se svým parkem kolem hradu, oblíbeným místem odpočinku a kultury, na hradě je k vidění několik expozic a jsou zde pravidelně pořádány různé kulturní akce, například Mezinárodní hudební festival Špilberk, Brněnské shakespearovské hry, mezinárodní festival Divadelní svět a další. Hrad i s parkem v poslední době prošly rozsáhlou rekonstrukcí a do budoucna se zvažuje i instalace pozemní lanovky z úpatí Špilberského kopce na hrad.

### Veveří

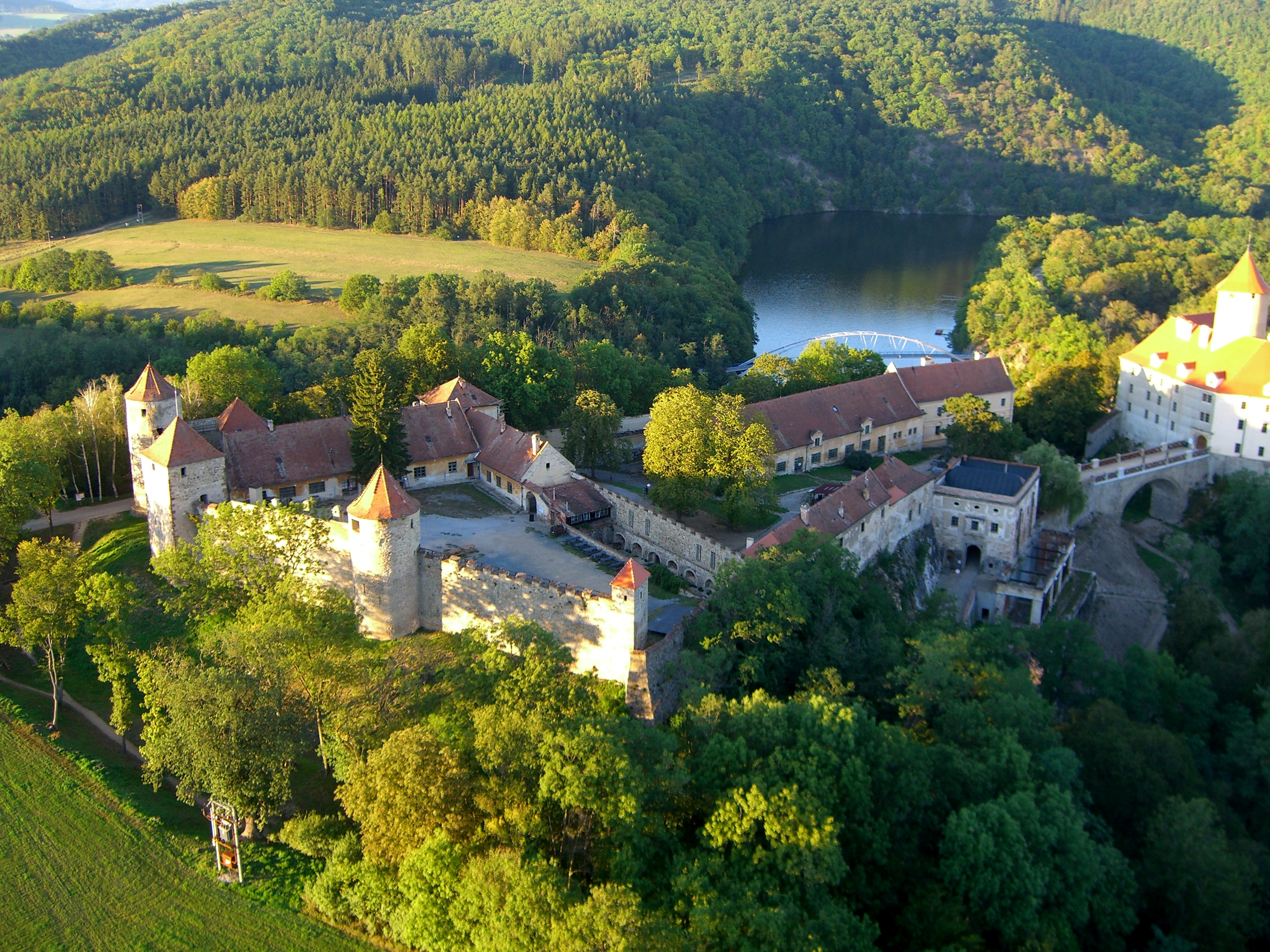
Letecký pohled na hrad Veveří

Hrad Veveří je jedním z největších a nejstarších hradů v České republice, najdeme jej v lesích na okraji katastru Brna v městské části Brno-Bystrc přímo nad Brněnskou přehradou.
Hrad je opředený řadou legend a jeho přesný původ není jasný, je pravděpodobné, že šlo původně pouze o lovecký hrádek založený neznámo kdy. První písemná zmínka o hradu se datuje k roku 1213. Pověst o jeho vzniku praví, že hrad byl založen okolo roku 1059 a to Konrádem I. Brněnským, moravským údělným knížetem brněnského údělu. 
V 19. století prošel hrad výrazným rozšířením, později za první republiky se objevily i plány na jeho využití jako prezidentské rezidence na Moravě. Hrad Veveří byl touto dobou oblíbeným výletním místem, navštívil jej i Winston Churchill na své svatební cestě po Evropě a tehdejší československý prezident Tomáš Garrigue Masaryk. Tento vývoj hradu, byl přerušen 2. sv. válkou a následným příchodem komunismu. V době nacistické okupace a především v době komunismu byl hrad různými způsoby celkově vážně poškozen. Dnes je Veveří ve špatném technickém stavu a ačkoli je stále pomalu opravován stále patří mezi nejvíce zanedbané hrady v České republice.

### Brněnský hrad
Původní raně středověký hrad nacházející se na Starém Brně.

### Další hrady
V těsné blízkosti hranic města Brna se nacházejí pozůstatky dalších tří hradů – Obřany, Horákov a Ronov.

## Zámky

### Líšeňský zámek

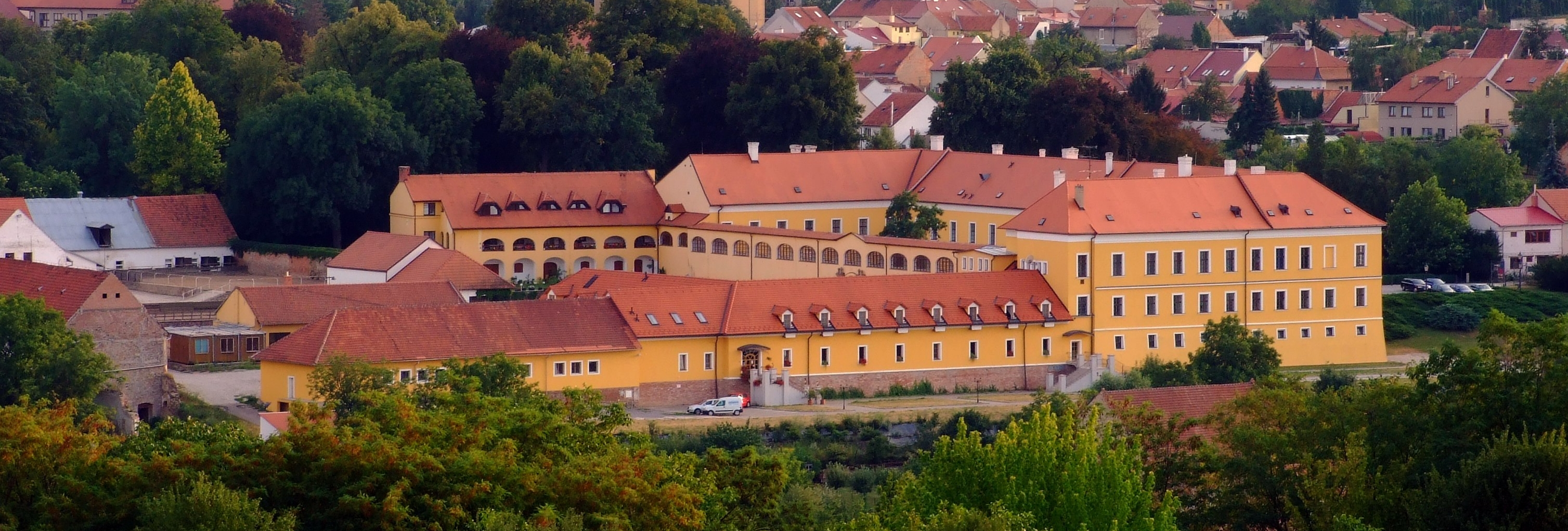
Líšeňský zámek

Líšeňský zámek je klasicistní zámek v Líšni, dnes fungující převážně jako hotel.
Zámek vznikl začátkem 18. století přestavbou z původní renesanční tvrze, jež byla sídlem majitelů tehdejšího líšeňského panství. Přestavbu tvrze zadal tehdejší pán Líšně Jan Kryštof z Freynfelsu, tehdy vzniká zámek v barokním slohu, současný klasicistní vzhled získal až v polovině 19. století. Rod Freynfels byl ve vlastnictví zámku vystřídán rodem Belcredi, kterému zámek náležel od roku 1819 do roku 1949, kdy byl objekt vyvlastněn tehdejší komunistickou vládou a vystřídalo se na něm několik uživatelů. Navrácen původnímu majiteli, rodině Belcredi, byl až v roce 1992 na základě restitučních zákonů, zámek následně podstoupil rozsáhlou rekonstrukci a opravy. Dnes slouží především jako hotel s 15 pokoji, obřadní síní, zámeckým parkem, restaurací, jízdárnou, knihovnou atd. Na zámku se dnes kromě jiného konají svatby, hostiny a podobně, na jeho průčelí můžeme nalézt erb rodu Belcredi.

### Letohrádek Mitrovských

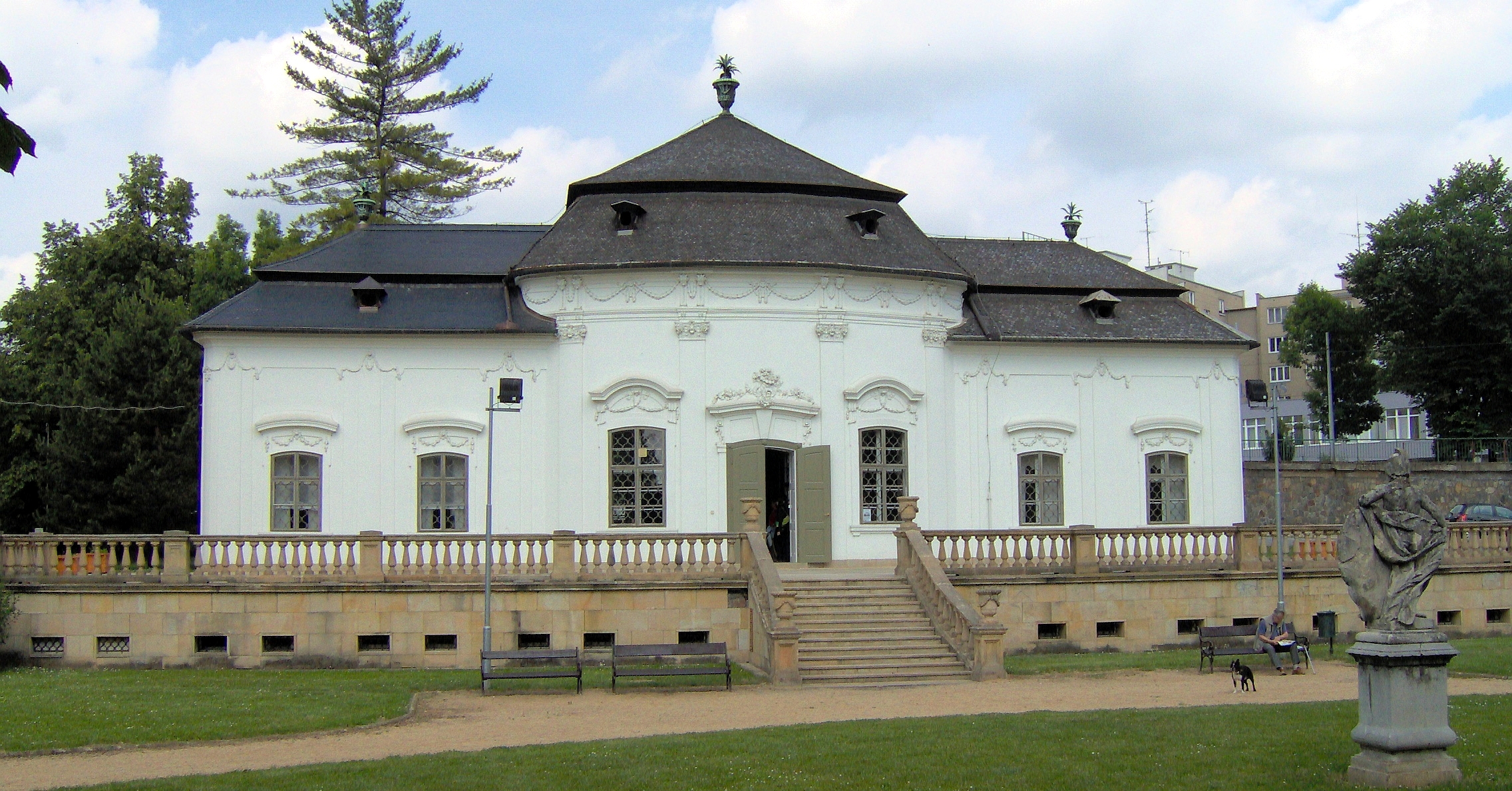
Letohrádek Mitrovských

Letohrádek Mitrovských je klasicistní zámeček městské části Brno-střed na Starém Brně.
Hrabě Antonín Mitrovský jej nechal postavit průběhu 80. a 90. let 18. století, roku 1988 převzalo letohrádek Muzeum města Brna, dnes je pronajatý soukromníkem. V současnosti se zde konají výstavy, koncerty, doprovodné akce k veletrhům, ale také svatby a jiné společenské akce.

### Zámeček Bauerova rampa

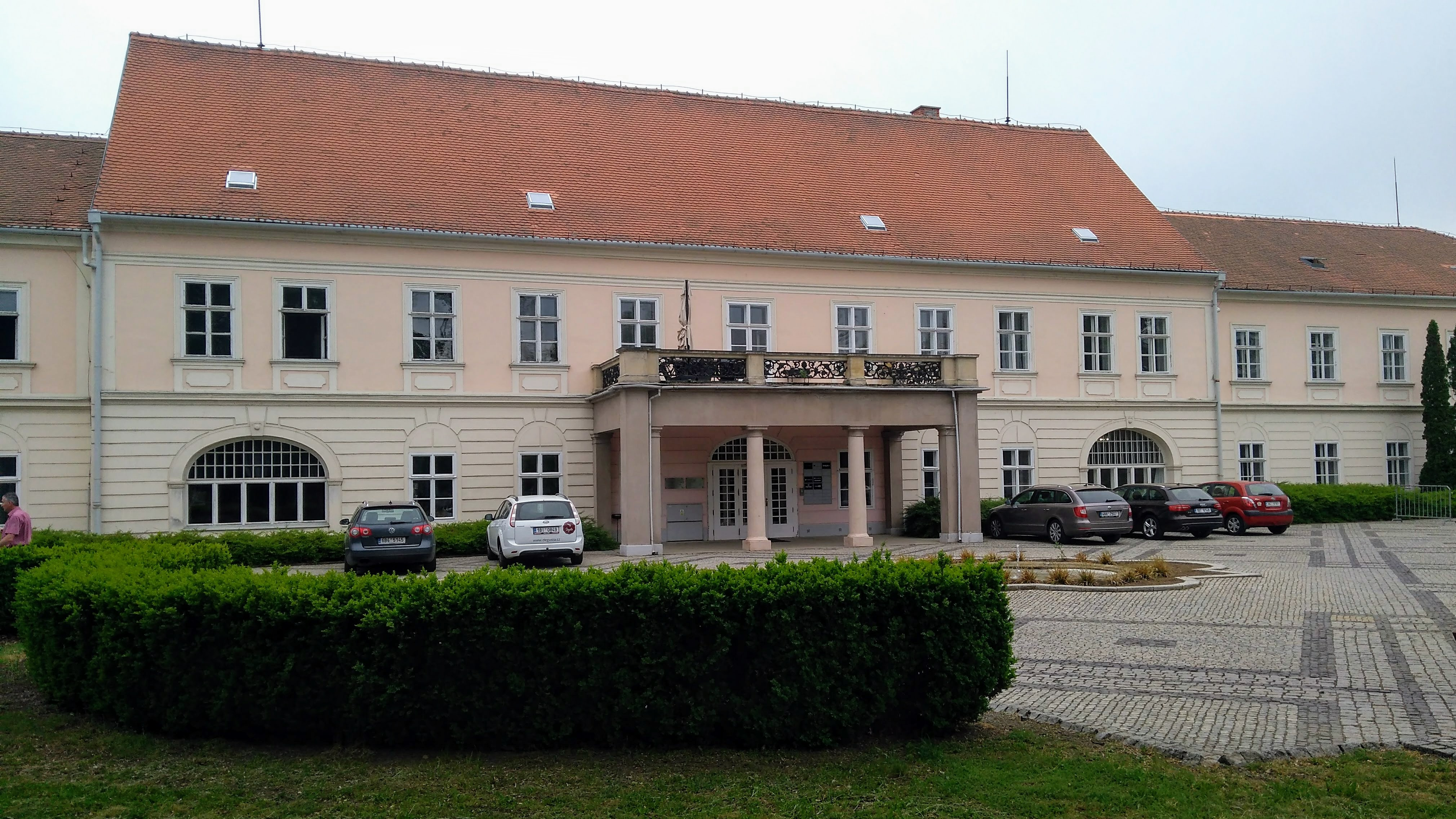
Baureova rampa

Zámeček Bauerova rampa je klasicistní zámeček v městské části Brno-střed v Pisárkách, běžně veřejnosti nepřístupný.
Jde o jednoduchý jednopatrový zámeček se sedlovou střechou, známý též jako Bauerův zámeček, zbudován byl před rokem 1815 a v letech 1924 až 1930 na něm byly provedeny úpravy upraveny interiérů, pod vedení architekta Adolfa Loose. Zámeček je dnes součástí areálu Brněnského výstaviště, proto je veřejnosti nepřístupný.

### Chrlický zámek

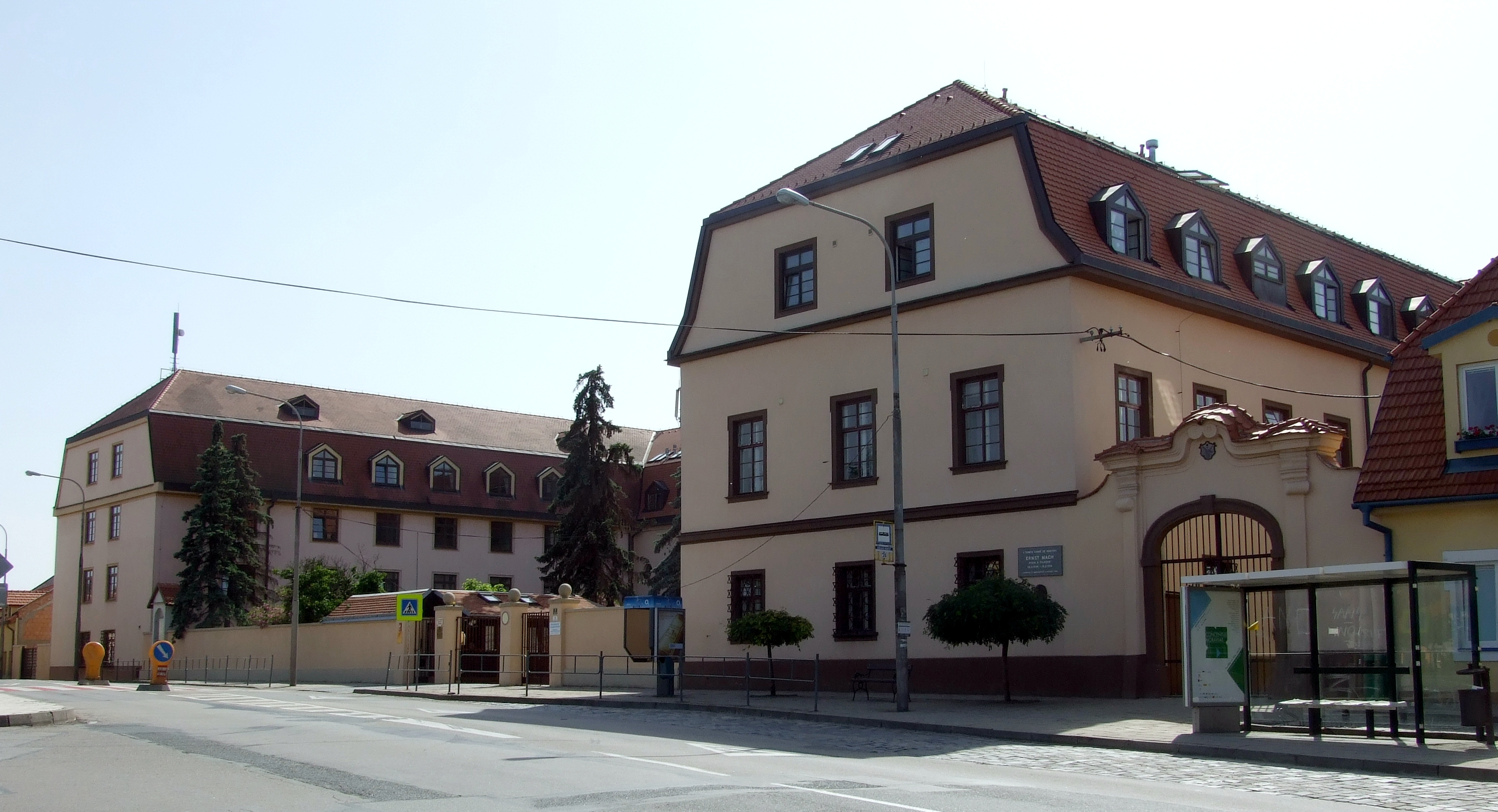
Chrlický zámek

Chrlický zámek je zámek na Chrlickém náměstí v městské části Brno-Chrlice, běžně veřejnosti nepřístupný.
Vznikl přestavbou z někdejší tvrze, která je připomínaná ještě v roce 1561 a v témže roce byl olomouckými biskupy postaven zámek. Koncem 18. století byl zámek přestavěn v barokním stylu podle návrhu brněnského architekta Mořice Grimma. Od roku 1864 byl zámek majetkem brněnských biskupů, jimž sloužil především jako sídlo odpočinku. Po roce 1935 byl zámek opět přestavěn a byl v něm zřízen pracovní ústav slepců, tehdy byla součástí zámku i secesní kaple, která byla zrušena v 60. letech 20. století. Roku 1946 přešel ústav pod správu státu, potom sloužil jako domov důchodců. Po roce 1993 prošel objekt další přestavbou a dnes je opět sídlem Ústavu sociální péče pro zrakově postižené, proto je objekt běžně veřejnosti nepřístupný.

### Medlánecký zámek

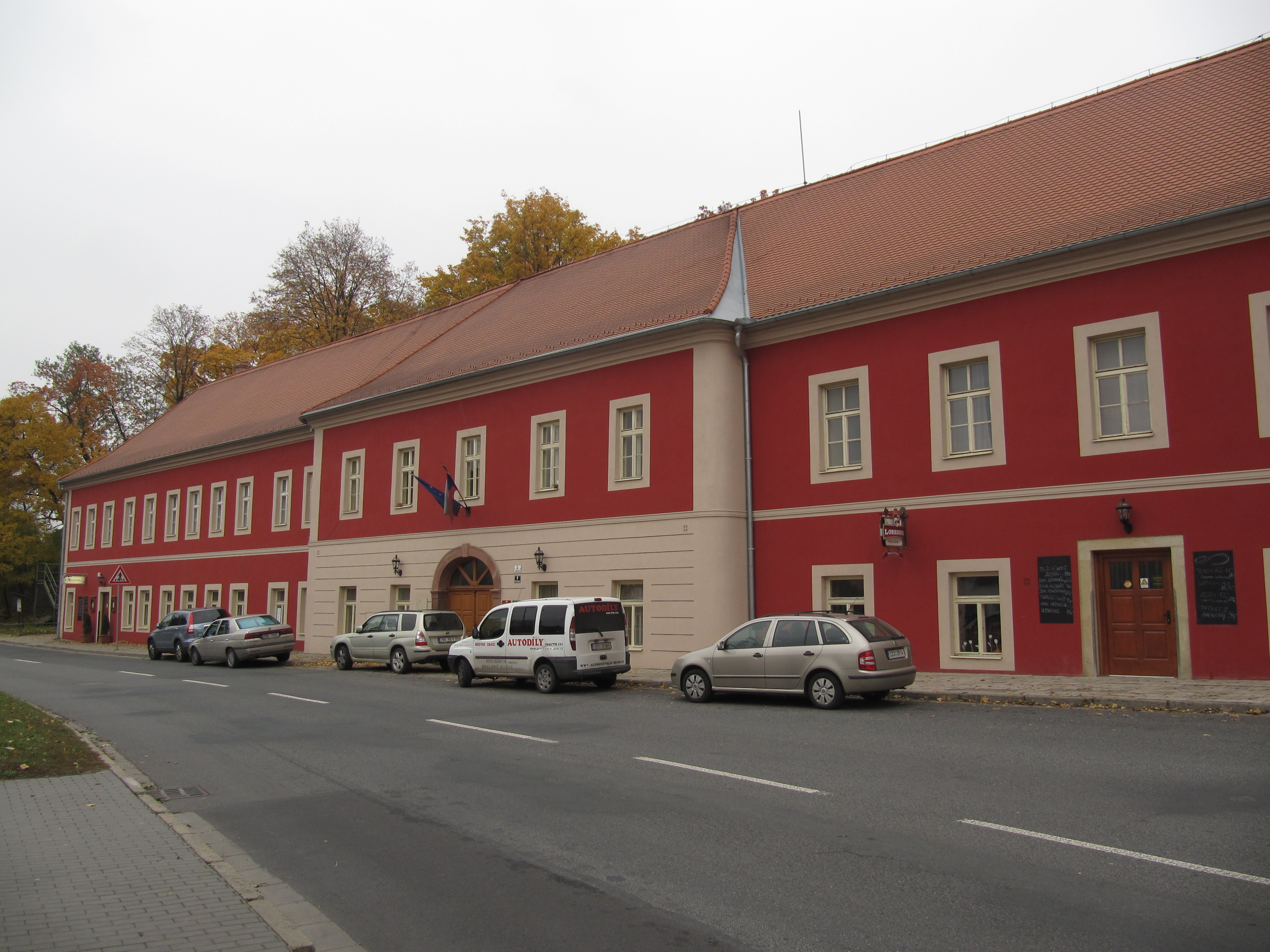
Medlánecký zámek

Medlánecký zámek je malý zámek v městské části Brno-Medlánky.
Byl vystavěn jako letní sídlo po roce 1654, kdy byly Medlánky převedeny jako dar do vlastnictví brněnského ústavu šlechtičen, v letech 1811 až 1812 byla budova navýšena o jedno patro, od roku 1828 sloužil jako sýpka a byty, ve 20. století byl objekt využíván jako provozovna smaltovny. Nachází se zde restaurace a pivnice.

### Řečkovický zámek

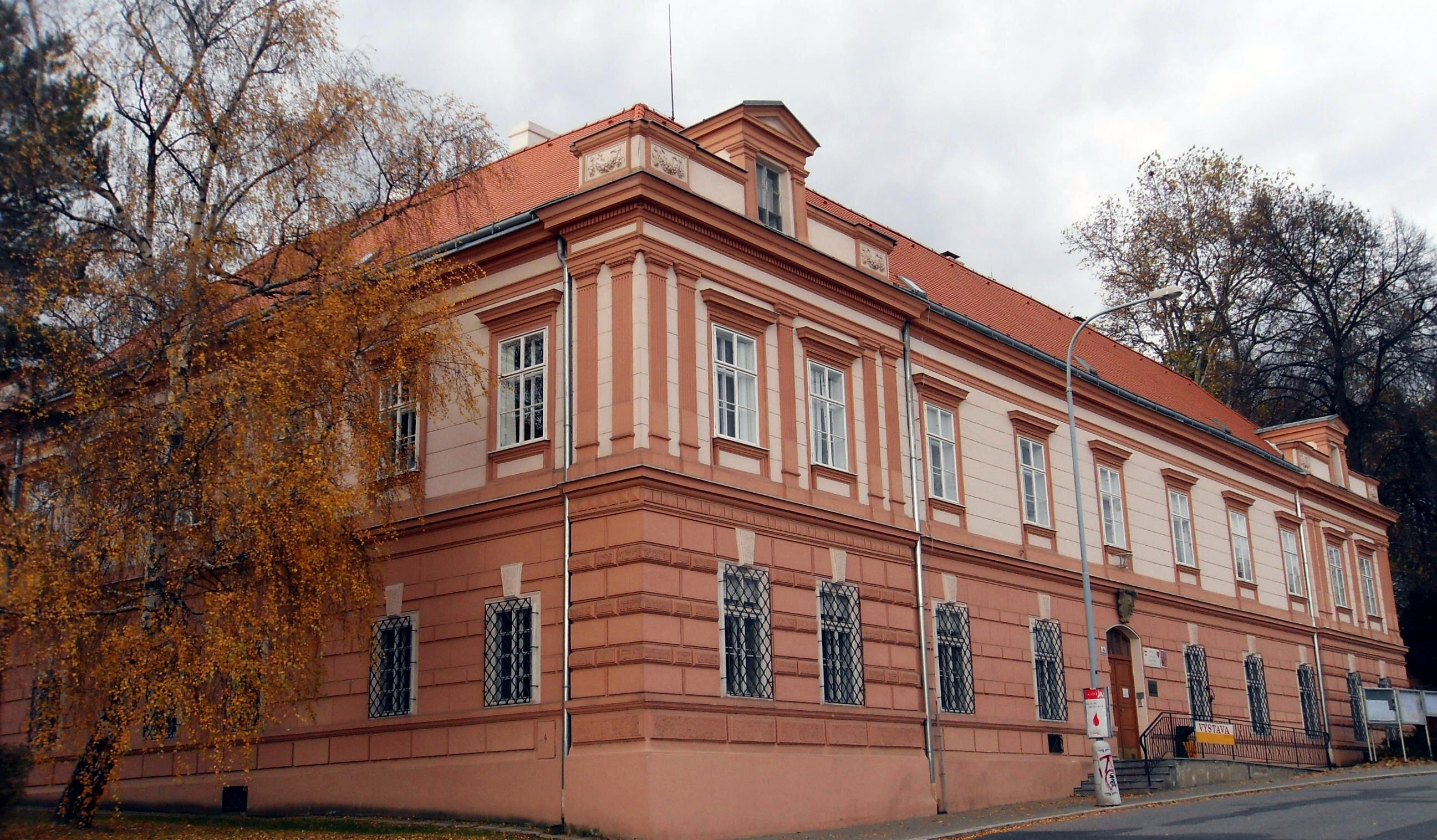
Řečkovický zámek

Zámek Řečkovice je malý zámek na Palackého náměstí v městské části Brno-Řečkovice a Mokrá Hora.
Vznikl přestavbou tvrze, o niž první písemná zmínka pochází z roku 1464, po roce 1623 byla Jezuity tvrz přestavěna barokní zámek, který byl po dalších jeden a půl století jejich majetkem. Zámek dlouho sloužil jako správní sídlo panství, v průběhu dějin vystřídal mnoho majitelů, dnes je ve vlastnictví města a slouží jako radnice městské části.

### Zámeček v Brněnských Ivanovicích

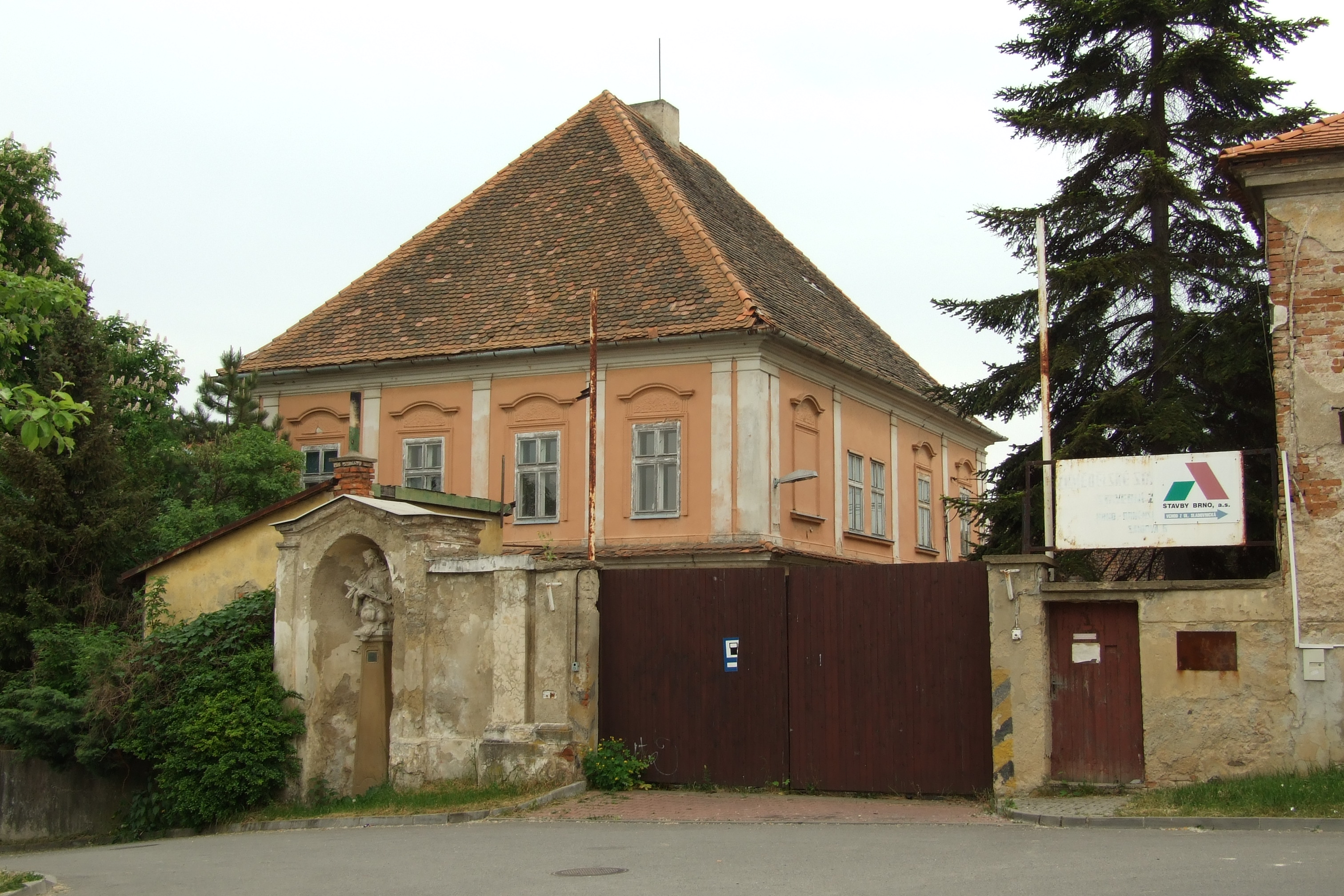
Ivanovický zámek

Zámeček v Brněnských Ivanovicích je komplex staveb v městské části Brno-Tuřany v Brněnských Ivanovicích.
Stavba zámečku byla započata roku 1682 a to přestavbou z původní tvrze ze 14. století.Zámeček se stal především rezidencí velehradských opatů v blízkosti zemského hlavního města Brna, kteří se zúčastňovali zasedání zemských sněmů Markrabství moravského.

### Zámeček Trpělivost (Geduld) v Králově Poli

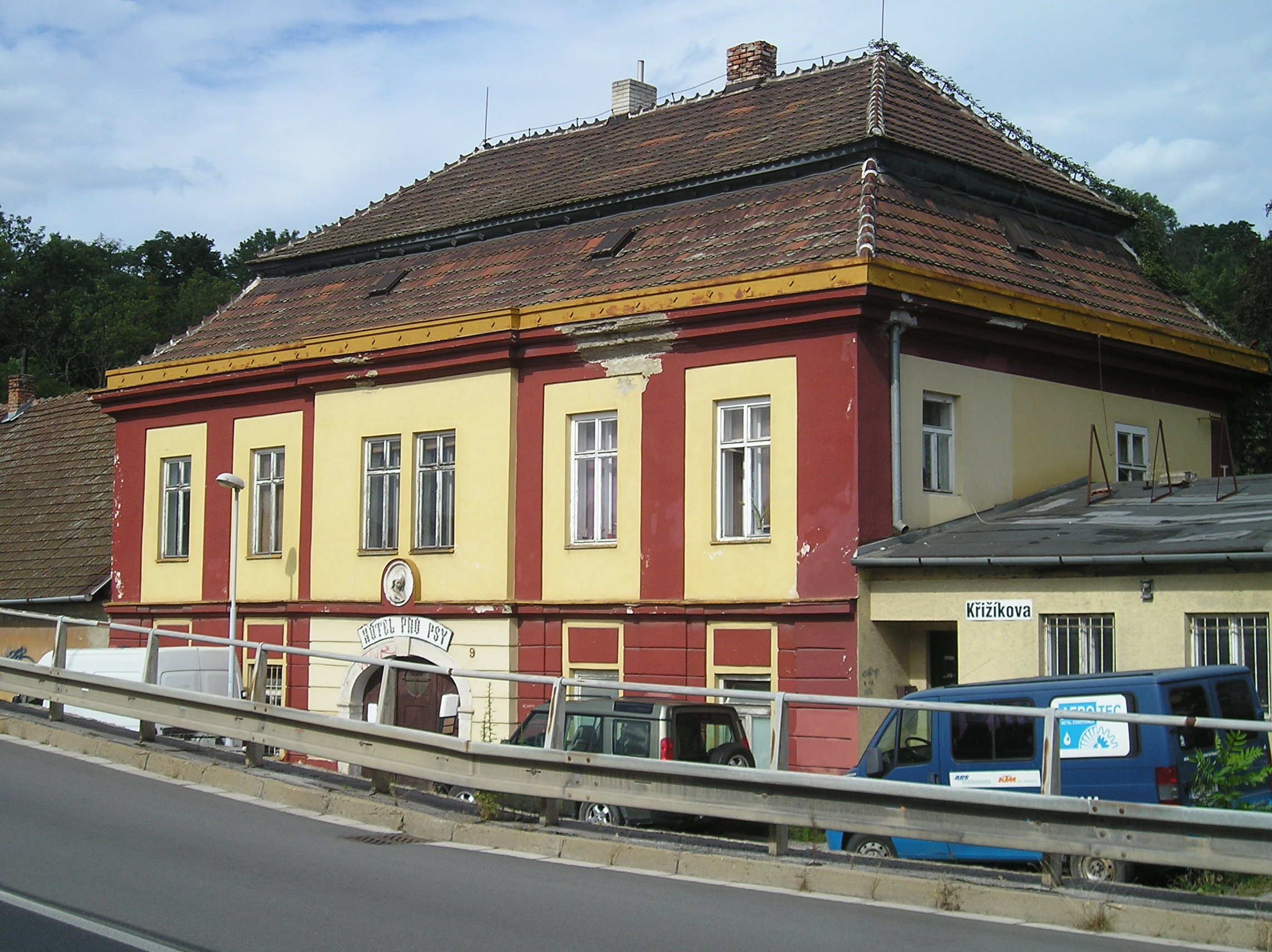
Zámeček Trpělivost

Empírový zámeček nechal postavit v roce 1812 v tehdejších Ovčálkovicích arcivévoda Ferdinand Karel Josef Rakouský-Este pro svou milenku, chudou šlechtičnu.

### Zámeček Kociánka v Králově Poli

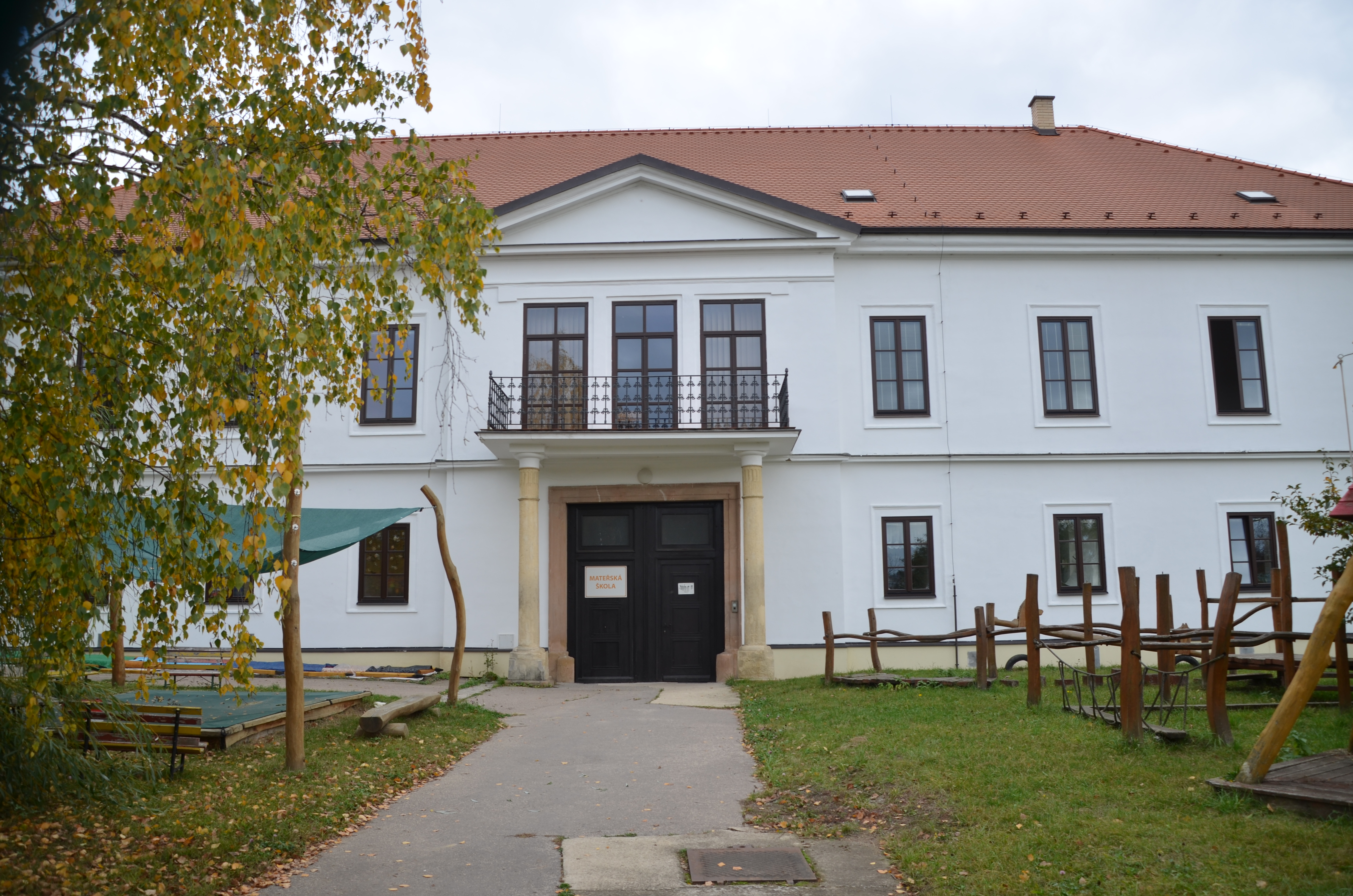
Zámek Kociánka

Menší klasicistní stavba z roku 1825 postavená na starších základech hraběnkou Marií Skrbenskou z Hříště, manželkou Josefa Schaffgotsche. Rodina budovu obývala do roku 1890, kdy ji pronajala Královopolské strojírně. Společnost do zámku umístila kanceláře. Na začátku první světové války rodina Schaffgotschova budovu prodala Moravské agrární a průmyslové bance. V roce 1919 zde byl zřízen Dětský ústav pro tělesně postižené, který v roce 1958 přešel do správy úst. soc. zabezpečení. Následně byl rozšířen a v sousedství přistavěn domov důchodců. Zámek je obklopen novodobou výstavbou.

### Zámeček v Králově Poli
Zámeček z 80. letech 18. století vzniklý přestavbou bývalých hospodářských budov kartuziánského kláštera. Začátkem 20. století byl zrekonstruován a dnes je součástí Fakulty informačních technologií VUT v Brně na ulici Božetěchova 2.

### Zámeček v Zábrdovicích

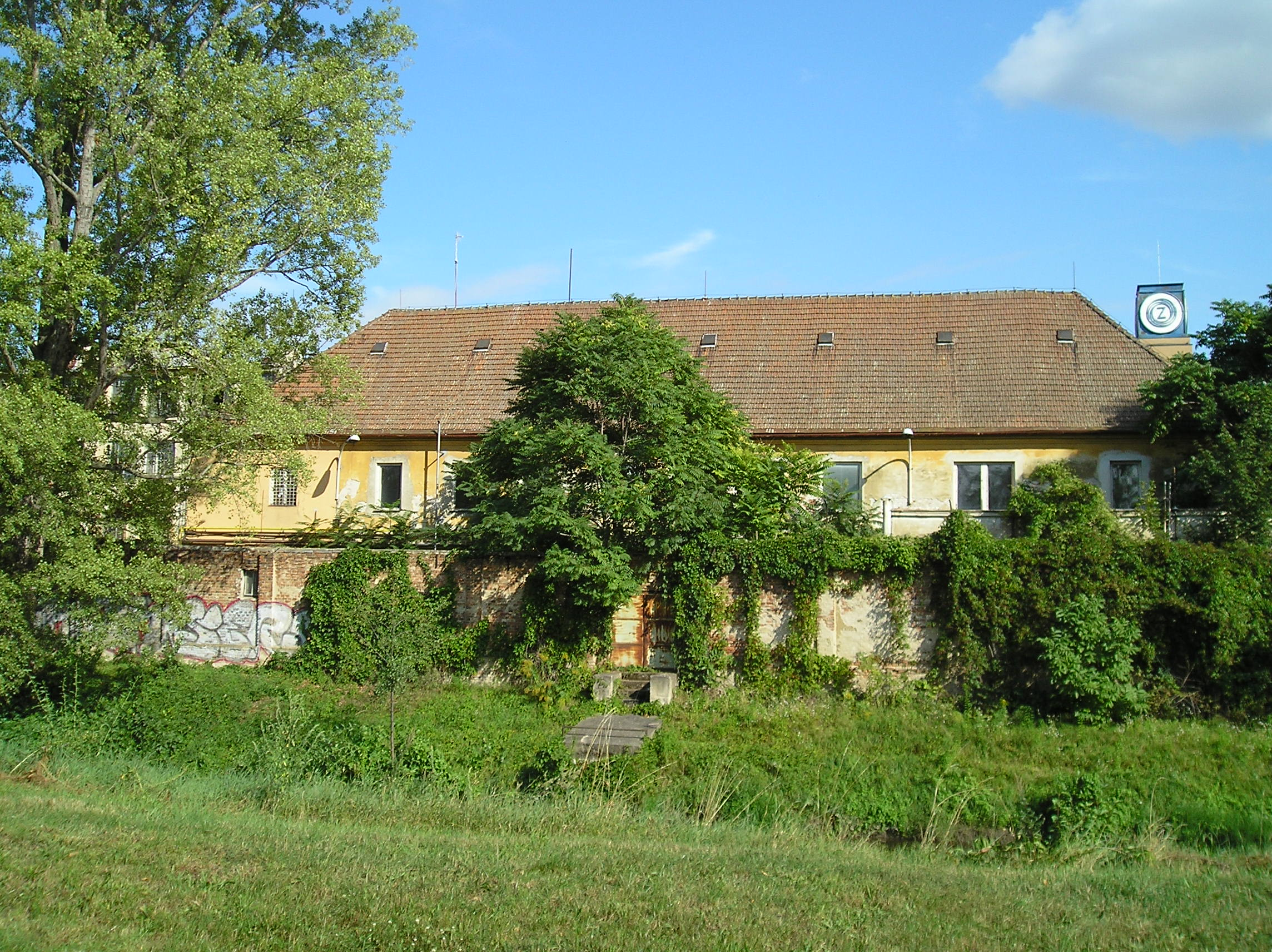
Zábrdovický zámek

Původně hospodářská budova zábrdovického kláštera. Po roce 1784 po zrušení kláštera přešla do správy Náboženského fondu, který nechal objekt přestavět na správní budovu. Projektantem byl František Antonín Grimm. Od té doby se budova nazývala zámkem. Postupně zámek vlastnili např. František Xaver Ditrichštejn-Proskau, rod Mensdorff-Pouilly a rod Bubnové z Litic. V roce 1906 Karel Bubna-Litic postoupil Zábrdovický statek i se zámkem brněnskému podnikateli Františku Czermakovi, jehož dědicové po roce 1920 prodali zámek a nezastavěné pozemky státu pro rozšíření areálu Zbrojovky Brno. 
Zámek byl zbořen po roce 2018. Jednalo se o jednopatrovou dvoukřídlou budovu s polovalbovou střechou. Po modernizaci po druhé světové válce neměla žádné výrazné architektonické prvky.